# Manettia meridensis
Manettia meridensis är en måreväxtart som beskrevs av Karl Moritz Schumann. Manettia meridensis ingår i släktet Manettia och familjen måreväxter. Inga underarter finns listade i Catalogue of Life.